# Austrolimnophila volentis
Austrolimnophila volentis är en tvåvingeart som beskrevs av Alexander 1951. Austrolimnophila volentis ingår i släktet Austrolimnophila och familjen småharkrankar.
Artens utbredningsområde är Madagaskar. Inga underarter finns listade i Catalogue of Life.